# La Chapelle-Forainvilliers
La Chapelle-Forainvilliers è un comune francese di 177 abitanti situato nel dipartimento dell'Eure-et-Loir nella regione del Centro-Valle della Loira.

## Società

### Evoluzione demografica
Abitanti censiti